# Kerimäki
Kerimäki – dawna gmina w Finlandii, położona w południowo-wschodniej części państwa, należąca do regionu Sawonia Południowa. 1 stycznia 2013 roku została włączona do gminy Savonlinna.
W momencie fuzji gminę zamieszkiwało 5519 osób.